# Rådjuret
Rådjuret är en svensk kortfilm från 2010 i regi av Terese Andrén. I rollerna ses Simon J. Berger och Susanne Thorson.

## Handling
Ett ungt par är på väg till en fest i chefens nya villa utanför Stockholm. På vägen råkar de köra på ett rådjur, som de lämnar i skogen trots att det är skadat. Händelsen berör dem båda och får deras välpolerade fasader att rämna.

## Medverkande
- Simon J. Berger
- Susanne Thorson

## Om filmen
Filmen producerades av Cecilia Forsberg och spelades in med Iga Mikler som fotograf efter ett manus av Louise Pope. Den klipptes av Rickard Krantz och premiärvisades den 31 januari 2010 på Göteborgs filmfestival.